# 榊原喜佐子
榊原 喜佐子（さかきばら きさこ、1921年〈大正10年〉10月29日 - 2013年〈平成25年〉11月26日）は、東京府東京市小石川区小日向第六天町（現：東京都文京区春日）出身の日本の作家。
江戸幕府最後の征夷大将軍・徳川慶喜の孫。越後国高田藩榊原家第16代当主で子爵の榊原政春の夫人。東京都杉並区に在住していた。

## 経歴
徳川慶喜の七男・徳川慶久と徳川實枝子の間の三女として誕生。姉は高松宮妃喜久子、兄は徳川慶光、妹は井出久美子。なお、喜佐子のみ庶出であり、出生母は「大出喜代」と記載あり。
女子学習院を卒業後の1940年に越後国高田藩榊原家第16代当主で子爵の榊原政春と結婚。一男一女の子供と4人の孫と1人の曾孫がいる。

## 系譜
- 父：徳川慶久
- 母：徳川實枝子
- 姉：徳川慶子（夭折）
- 姉：宣仁親王妃喜久子
- 兄：徳川慶光
- 妹：井手久美子
- 夫：榊原政春
- 息子：榊原政信

## 著作
- 『徳川慶喜家の子ども部屋』草思社、1996年、角川文庫、2000年、草思社文庫、2012年
- 『殿様と私』草思社、2001年
- 『大宮様と妃殿下のお手紙　古きよき貞明皇后の時代』戸張裕子構成、草思社、2010年
- 『榊原喜佐子遺歌集』角川文化振興財団（角川書店での私家版）、2020年